# 군마현 제5구
군마현 제5구(일본어: 群馬県第5区)는 일본의 중의원 선거구이다. 1994년 일본 공직선거법이 개정되면서 신설되었다.

## 지역
- 시부카와시 (구 시부카와 시, 고모치 정, 오노가미 촌, 이카호 정 일대)
- 도미오카시
- 안나카시
- 타카사키 시 (구 군마 정·미사토 정·하루나 정·구라부치 정 일대)
- 기타군마군
- 간라군
- 아가쓰마군

## 역대 국회의원
- 오부치 게이조 (소속 정당: 자유민주당, 임기: 1996년 ~ 2000년)
- 오부치 유코 (소속 정당: 자유민주당, 임기: 2000년 ~ 현재)